# Circondario di Borgo San Donnino
Il circondario di Borgo San Donnino era uno dei circondari in cui era suddivisa la provincia di Parma.

## Storia
Il circondario di Borgo San Donnino, parte della provincia di Parma, venne istituito nel 1859, in seguito ad un decreto dittatoriale di Carlo Farini che ridisegnava la suddivisione amministrativa dell'Emilia in previsione dell'annessione al Regno di Sardegna.
Il circondario venne soppresso nel 1926 e il territorio assegnato al circondario di Parma.

## Suddivisione
Nel 1863, la composizione del circondario era la seguente:
- mandamento I di Borgo San Donnino
  - Borgo San Donnino; Salsomaggiore
- mandamento II di Busseto
  - Busseto
- mandamento III di Fontanellato
  - Fontanellato; Fontevivo
- mandamento IV di Noceto
  - Medesano; Noceto
- mandamento V di Pellegrino Parmense
  - Pellegrino Parmense; Varano de' Melegari
- mandamento VI di San Secondo Parmense
  - San Secondo Parmense; Sissa; Tre Casali
- mandamento VII di Soragna
  - Soragna
- mandamento VIII di Zibello
  - Polesine; Roccabianca; Zibello